# Colletes petropolitanus
Colletes petropolitanus är en biart som beskrevs av Dalla Torre 1897. Colletes petropolitanus ingår i släktet sidenbin, och familjen korttungebin. Inga underarter finns listade i Catalogue of Life.